# Colette Le Cour Grandmaison
Colette Le Cour Grandmaison, née Colette Roche le 3 février 1933 à Villetoureix et morte le 20 octobre 2024 à Paris, est une ethnologue française. Elle étudie principalement les sociétés musulmanes.

## Biographie
En 1991, elle est chercheuse pour le CNRS au laboratoire d'ethnologie et de sociologie comparative de l'université Paris-Nanterre (Paris X).
Elle est la fille de Jean Roche et de Marie-Louise Simonet ; elle a épousé en 1960 Bruno Le Cour Grandmaison (1931-2013) et est la mère de la journaliste Claire Guélaud et d'Olivier Le Cour Grandmaison. Elle a divorcé en 1992.

## Œuvres
- Ariane Deluz, Colette Le Cour Grandmaison et Anne Retel-Laurentin, La natte et le manguier, Mercure de France, coll. « En direct », 1978
- Ariane Deluz, Colette Le Cour Grandmaison et Anne Retel-Laurentin, Vies et paroles de femmes africaines, Paris : Karthala , 2001, 208 p.
- Femmes dakaroises : rôles traditionnels féminins et urbanisation, Abidjan : Université d'Abidjan , 1973, 252 p.
- Colette Le Cour Grandmaison et Ariel Crozon, Zanzibar aujourd'hui, Karthala, 2000
- Bruno Le Cour Grandmaison et Colette Le Cour Grandmaison, Au sultanat d'Oman, Paris : Hachette, 1977, 143 p.